# Tianyoude Hotel Cycling Team
Tianyoude Hotel Cycling Team is een wielerploeg die een Chinese licentie heeft. De ploeg bestaat sinds 2009 en komt uit in de continentale circuits van de UCI.

## Bekende (ex-)renners
Eugen Wacker (2013)
 Edgar Nohales (2015)
 Roeslan Hrysjtsjenko (2016)
 Jonathan Monsalve (2017-2019, 2023-2024)
 Saeid Safarzadeh (2019-2020, 2023-2024)
 Yecid Sierra (2019-2020, 2023, 2025-)
 Nicolas Marini (2019-2020)
 Paolo Simion (2020)
 Josh Kench (2024)

## Overwinningen
2017
Eindklassement Ronde van het Qinghaimeer: Jonathan Monsalve
1e etappe Ronde van Venezuela: Jonathan Monsalve
5e etappe Ronde van Singkarak: Jonathan Monsalve
2018
10e etappe Ronde van Táchira: Jonathan Monsalve
2019
4e etappe Ronde van Táchira: Jonathan Monsalve
2021
3e etappe Ronde van het Qinghaimeer: Wang Jiancai
6e etappe Ronde van het Qinghaimeer: Li Zisen
7e etappe Ronde van het Qinghaimeer: Yuan Zhanhui
8e etappe Ronde van het Qinghaimeer: Li Zisen
Eindklassement Ronde van het Qinghaimeer: Zhang Zhishan
2023
5e etappe Ronde van Iran (Azerbeidzjan): Saeid Safarzadeh
Eindklassement Ronde van Iran (Azerbeidzjan): Saeid Safarzadeh

### Nationale kampioenschappen
2013
 Kirgizisch kampioen op de weg: Eugen Wacker
 Kirgizisch kampioen tijdrijden: Eugen Wacker
2018
 Venezolaans kampioen tijdrijden: Pedro Gutiérrez
 Venezolaans kampioen op de weg: Ralph Monsalve
2019
 Iraans kampioen tijdrijden: Saeid Safarzadeh
2023
 Iraans kampioen tijdrijden: Saeid Safarzadeh
 Iraans kampioen op de weg: Saeid Safarzadeh
2024
 Iraans kampioen tijdrijden: Saeid Safarzadeh